# Chimarra trispina
Chimarra trispina is een schietmot uit de familie Philopotamidae. De soort komt voor in het Afrotropisch gebied.